# Большой Демидовский переулок
Большо́й Деми́довский переу́лок — улица в центре Москвы в Басманном районе между Аптекарским переулком и улицей Радио.

## Происхождение названия
Название переулков — Большой и Малый Демидовские — было дано по фамилии проживавших здесь в XVIII веке промышленников Демидовых, владевших заводами на Урале.

## Описание

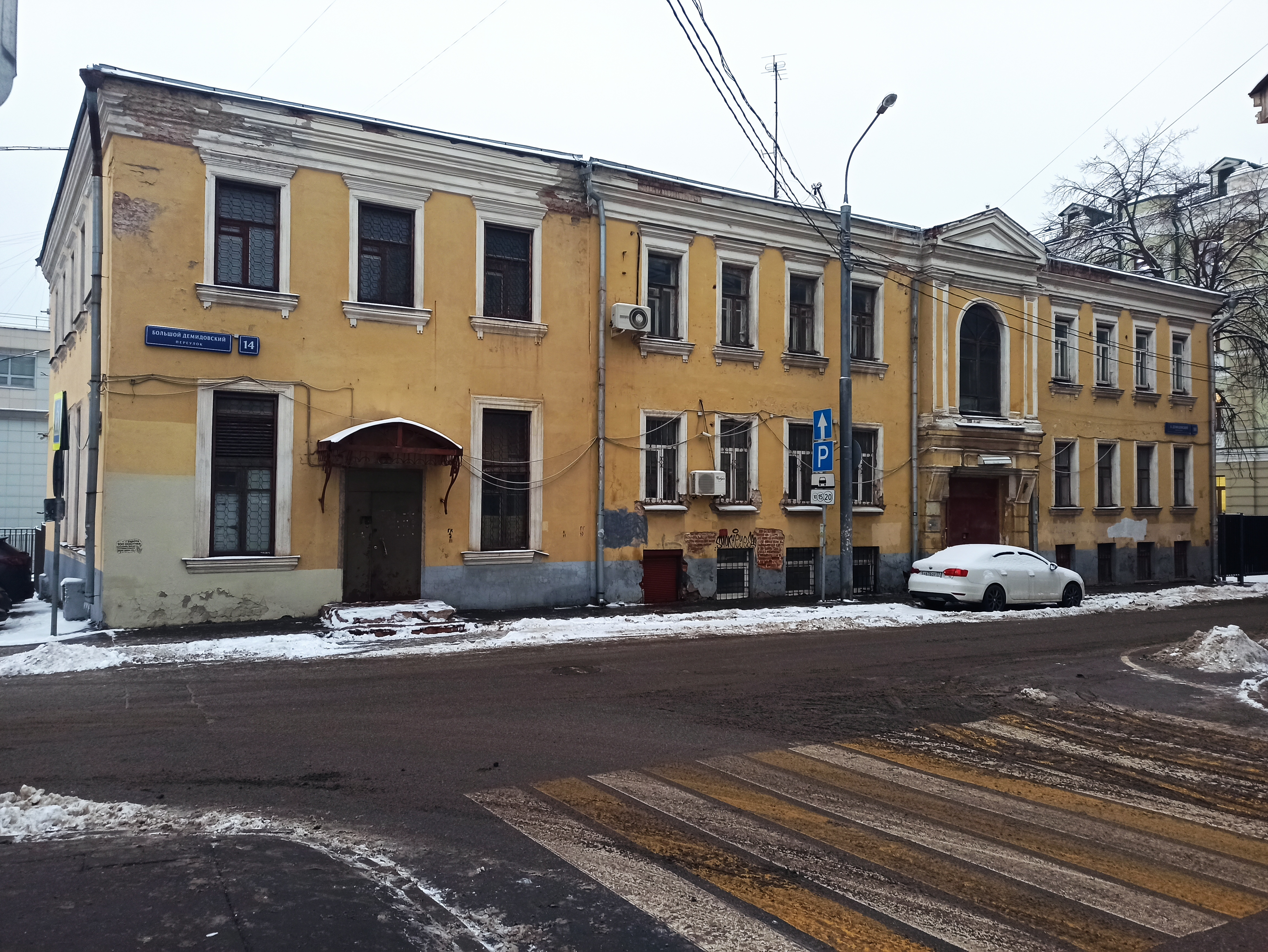
Дом 14 в Большом Демидовском переулке 16.12.2020

Большой Демидовский переулок начинается от Аптекарского переулка и проходит на юг, пересекает Денисовский, Гарднеровский (слева), Бригадирский и Новокирочный (слева) переулки и доходит до улицы Радио. Участок между Новокирочным и улицей Радио является закрытой территорией Всероссийского института авиационных материалов.

## Примечательные здания и сооружения
По чётной стороне:
- № 10/28 — дом конца XIX — начала XX века. Здесь жил учёный Н. А. Васильев[2].